# Mangrove (film, 2020)
À ne pas confondre avec le film Mangrove réalisé par Frédéric Choffat et Julie Gilbert, sorti en 2011
Pour plus de détails, voir Fiche technique et Distribution.
Mangrove est un film de procès dramatique historique de 2020 réalisé par Steve McQueen et coécrit par McQueen et Alastair Siddons, sur le restaurant Mangrove dans l'ouest de Londres et le procès des Mangrove Nine en 1971. Ces neuf activistes noirs britanniques sont jugés pour incitation à l'émeute à la suite de la manifestation du 9 août 1970 contre le ciblage raciste de la police de Notting Hill à l'encontre du restaurant Le Mangrove. Il met en scène Letitia Wright, Shaun Parkes, Malachi Kirby, Rochenda Sandall, Alex Jennings et Jack Lowden. Le film est sorti dans le cadre de la mini-série Small Axe.

## Fiche technique
- Réalisation : Steve McQueen
- Scénario : Steve McQueen et Alastair Siddons

## Distribution
- Letitia Wright : Altheia Jones-LeCointe
- Malachi Kirby : Darcus Howe
- Shaun Parkes : Frank Crichlow
- Rochenda Sandall : Barbara Beese
- Nathaniel Martello-White : Rhodan Gordon
- Darren Braithwaite : Anthony Carlisle Innis
- Richie Campbell : Rothwell Kentish
- Duane Facey-Peason : Rupert Boyce
- Jumayn Hunter : Godfrey Millett
- Jack Lowden : Ian Macdonald
- Sam Spruell : l'agent de police Frank Pulley
- Alex Jennings : Juge Edward Clarke
- Samuel West : Mr. Hill
- Gershwyn Eustache Jr. : Eddie LeCointe
- Gary Beadle : Dolston Isaacs
- Richard Cordery : Mr. Croft
- Derek Griffiths : C. L. R. James
- Jodhi May : Selma James
- Llewella Gideon : Tante Betty
- Thomas Coombes : PC Royce
- Joseph Parkes : PC Dixon
- Tahj Miles : Kendrick Manning
- Michelle Greenidge : Mme Manning
- Joe Tucker : Officier de Justice
- James Hillier : L'Inspecteur en Chef de la Police
- Stephen O'Neill : Le Magistrat
- Ben Caplan : Mr. Stedman
- Stefan Kalipha : Le joueur de carte
- Jay Simpson : Un Officier
- Doreen Ingleton : Mme Tetley
- Akbar Kurtha : Dr Chadee
- Shem Hamilton : Benson
- Tayo Jarrett : Linton
- Tyrone Huggins : Granville